# یولن آگیناگالده
یولن آگیناگالده (اسپانیایی: Julen Aguinagalde‎؛ زادهٔ ۸ دسامبر ۱۹۸۲) بازیکن هندبال اهل اسپانیا است.